# Jedwabny Szlak

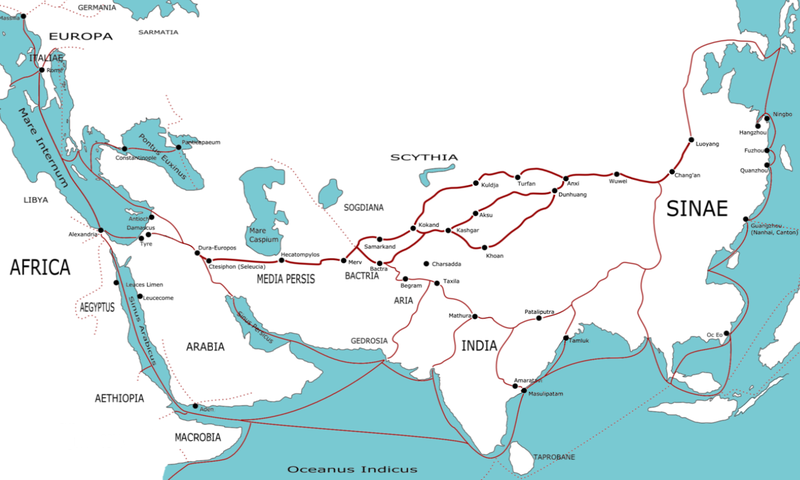
Jedwabny Szlak w I wieku n.e.

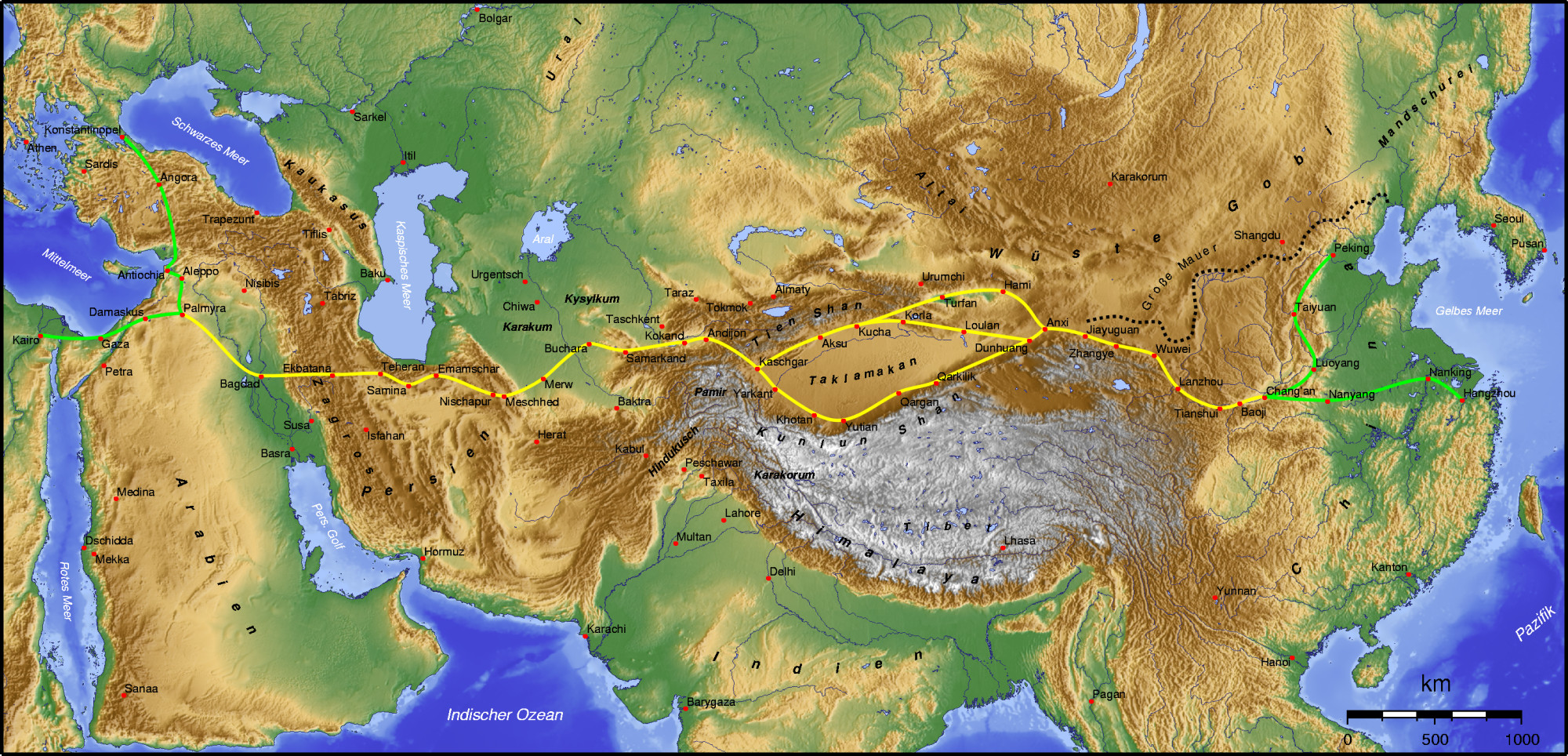
Mapa głównej trasy Jedwabnego Szlaku

Jedwabny Szlak w I wieku n.e.

Jedwabny Szlak (jedwabny szlak) – dawny system dróg handlowych łączących Chiny z Europą, Persją i Indiami. Szlak miał długość ok. 12 tys. km i był wykorzystywany od III wieku p.n.e. do XVII wieku n.e., kiedy to przestał mieć znaczenie na skutek odkrycia drogi morskiej do Chin (ok. 1650 r.). Znaczenie szlaku zmalało w VI wieku n.e., ze względu na napływ ludów tureckich do Azji Środkowej.

## Nazwa
Termin Seidenstrasse (po niem. droga jedwabna) został po raz pierwszy użyty przez niemieckiego podróżnika i geografa Ferdinanda von Richthofena w 1877. Jedwab nie był jednak jedynym (ani nawet głównym) towarem transportowanym tym szlakiem.

## Przebieg
Jedwabny Szlak prowadził z Xi’an, dawnej stolicy Chin, przez Lanzhou do oazy Dunhuang, gdzie rozdzielał się na szlak główny (północny) i południowy. Droga północna prowadziła pomiędzy południowym podnóżem gór Tienszan i północnym skraju pustyni Takla Makan, przez oazy Hami, Turfan, Korla, Kucza i Aksu do Kaszgaru. Istniał też wariant jeszcze bardziej północny – z Hami, biegnący wzdłuż północnych podnóży Tienszanu przez: Ałmałyk, Bałasagun, Taszkent, Samarkandę i Bucharę. Droga południowa wiodła przez Czarklik, Czerczen, Niję, Keriję, Hoten i Jarkend do Kaszgaru.
Z Kaszgaru istniało wiele dalszych szlaków, m.in. przez Hindukusz do Gandhary i Taksili, przez Pamir do Samarkandy i Buchary, przez Balch i Merw w rejon Morza Śródziemnego (przez Bagdad i Damaszek), do Konstantynopola czy Trapezuntu – na szlaku jedwabnym przez Zakaukazie (Batumi).
Pod koniec I w. p.n.e. popularny stał się również tzw. Morski Szlak Jedwabny. Prowadził on z Morza Czerwonego przez Indie i Malaje na Morze Południowochińskie.

## Towary

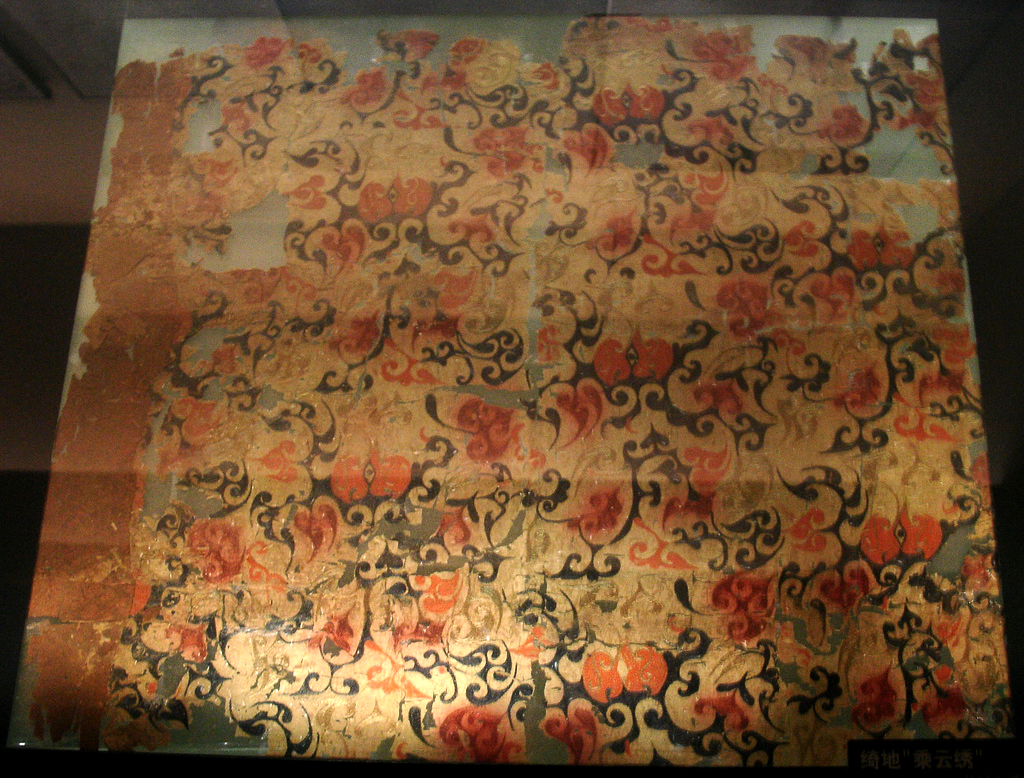
Jedwab z grobowca w Mawangdui w Chinach

Ze wschodu transportowano m.in. jedwab, żelazo i papier. Na wschód przewożono m.in.: złoto, perfumy, wyroby jubilerskie, winogrona oraz rośliny uprawne. Jednym z najważniejszych towarów na Szlaku Jedwabnym był jadeit, transportowany z Hotenu do innych rejonów Chin. Transport tego minerału po drogach szlaku odbywa się do dziś. Jedwab, który dał nazwę całej sieci transportowej, po raz pierwszy pojawił się w rejonie Morza Śródziemnego w II w. p.n.e.

## Nowy Jedwabny Szlak
W roku 2013 przewodniczący Chińskiej Republiki Ludowej podczas wizyty w Kazachstanie przedstawił pomysł utworzenia nowego Jedwabnego Szlaku z Chin do Europy. Według najnowszej koncepcji szlak lądowy (kolejowy) ma prowadzić z różnych chińskich miejscowości do Urumczi, a następnie przez Dostyk w Bramie Dżungarskiej, Astanę, Jekaterynburg, Niżny Nowogród i dalej przez Białoruś lub Ukrainę do Polski (Małaszewicze, Gdańsk, Medyka (Terminal przeładunkowy Medyka), Sławków (Sławków Południowy LHS), w których znajdują się węzły logistyczno-przeładunkowe do kolejnych krajów Europy). Szacowany koszt całego przedsięwzięcia wynosi od 60 do 100 miliardów dolarów. Nowy Jedwabny Szlak tworzy dużo nowych możliwości w zakresie wymiany handlowej dla wszystkich państw, przez które przebiega.
W roku 2016 w celu przyspieszenia transportu samochodowego, Chiny podpisały konwencję o międzynarodowym transporcie drogowym pod auspicjami ONZ. Dzięki temu nastąpiło uproszczenie procedur i znaczne skrócenie czasu przejazdu między Europą a Chinami. We wrześniu 2018 dostarczenie towaru z Polski do Chin transportem drogowym zajęło 13 dni, a w lutym 2019 holenderskiej firmie udało się dostarczyć towar z Niemiec do Chin w 12 dni.
W lipcu 2019 władze Rosji zatwierdziły budowę autostrady Białoruś – Rosja – Kazachstan – Chiny liczącej 8000 km. Na rosyjskim odcinku o długości 2000 km mają prowadzić dwie jezdnie o czterech pasach każda, a budowa ma trwać 12–14 lat. Trasa ma mieć przebieg Mińsk – Smoleńsk – Moskwa – Sagarchin.
W listopadzie 2019 pociąg z miasta Xi’an dotarł do terminala w Gdańsku w 10 dni. Natomiast w grudniu tego samego roku uruchomiono połączenie towarowe z Xi’an do Sławkowa, które na całej trasie realizowane jest na linii szerokotorowej (w Polsce linią nr 65) i trwa 12 dni. Aktualnie czas transportu na jedwabnym szklaku z Chin do Polski oscyluje w granicach od 14 do 22 dni, jak podaje serwis Union Cargo.